# Trọng tôn Nạn
Trọng tôn Nạn (chữ Hán: 仲孙难; 613 TCN-?), tức Mạnh Huệ thúc (孟惠叔) là vị tông chủ thứ ba của Mạnh tôn thị, một trong Tam Hoàn của nước Lỗ thời Xuân Thu trong lịch sử Trung Quốc.
Trọng tôn Nạn là con thứ của Trọng tôn Ngao, vị tông chủ đầu tiên của Mạnh tôn thị với bà Thanh Kỉ, em Trọng tôn Cốc, tôn chủ thứ hai của họ Mạnh. Cụ tổ 3 đời của ông là Lỗ Hoàn công, vị vua thứ 12 của nước Lỗ.

## Sự nghiệp
Năm 614 TCN, Trọng tôn Cốc lâm bệnh nặng, con là Trọng tôn Miệt còn nhỏ tuổi nên giao phó họ Mạnh cho Trọng tôn Nạn. Sau khi Trọng tôn Cốc mất, Trọng tôn Nạn lên thế tập.
Năm 613 TCN, cha Trọng tôn Nạn là Trọng tôn Ngao đang ở nước Cử nhờ ông xin cho mình về nước, tuy nhiên tới tháng 9 năm đó đi tới nước Tề thì bị bệnh mất ở Tề.
Năm 612 TCN, Trọng tôn Nạn xin đưa thi hài của cha về nước an táng. Lỗ Văn công chấp thuận.
Sau không rõ Trọng tôn Nạn mất năm nào. Sau khi ông mất, con của Trọng tôn Cốc là Trọng tôn Miệt lên thế tập.